# Sichote-Alin-Naturreservat
Das Sichote-Alin-Naturreservat (russisch Сихотэ-Алинский заповедник) ist das größte Schutzgebiet im Sichote-Alin-Gebirge im fernen Osten Russlands. Es wurde im Jahr 1935 gegründet und bedeckt eine Fläche von 4014 Quadratkilometern. Das Reservat ist Teil des UNESCO-Weltnaturerbe-Gebietes Sichote-Alin, das 2001 in die Liste aufgenommen wurde.

## Landschaft
Etwa 99 % des Reservats sind bewaldet, wobei Nadelwälder dominieren. Das Gebiet schließt Teile des Sichote-Alin-Gebirges ein und erstreckt sich bis zum Japanischen Meer. Der höchste Berg ist die Gluchmanka und erreicht eine Höhe von knapp 1600 Metern. Die anderen Erhebungen des Reservates sind deutlich niedriger. Im Bereich der Mündung der Flüsse Serebrjanka und Dschigitowka ins Meer weichen die Berge und Hügelketten einer flachen Talsenke. Der größte Fluss an den Westhängen des Schutzgebietes ist der Kolumbe, der in den Ussuri mündet.

## Fauna
Das bekannteste Tier des Reservates ist der Sibirische Tiger (Panthera tigris altaica). Etwa acht Exemplare dieser Großkatze leben dauerhaft im Reservat, während ebenso viele gelegentlich aus umliegenden Gebieten eindringen. Darüber hinaus beherbergt das Schutzgebiet insgesamt eine sehr vielfältige Tierwelt, die nördliche Arten, wie Hermelin (Mustela erminea) und Vielfraß (Gulo gulo) ebenso einschließt wie südliche Tierarten, beispielsweise die Amurkatze (Prionailurus bengalensis). Andere größere Säugetiere des Gebietes sind Isubrahirsche (Cervus elaphus xanthopygos), Wildschweine (Sus scrofa), Dybowski-Sikahirsche (Cervus nippon hortulorum), Sibirische Rehe (Capreolus pygargus), Sibirische Moschustiere (Moschus moschiferus), Langschwanzgorale (Naemorhedus caudatus), Wölfe (Canis lupus), Eurasische Luchse (Lynx lynx), Fischotter (Lutra lutra), Braunbären (Ursus arctos) und Kragenbären (Ursus tibethanus).